# Kankali Tila

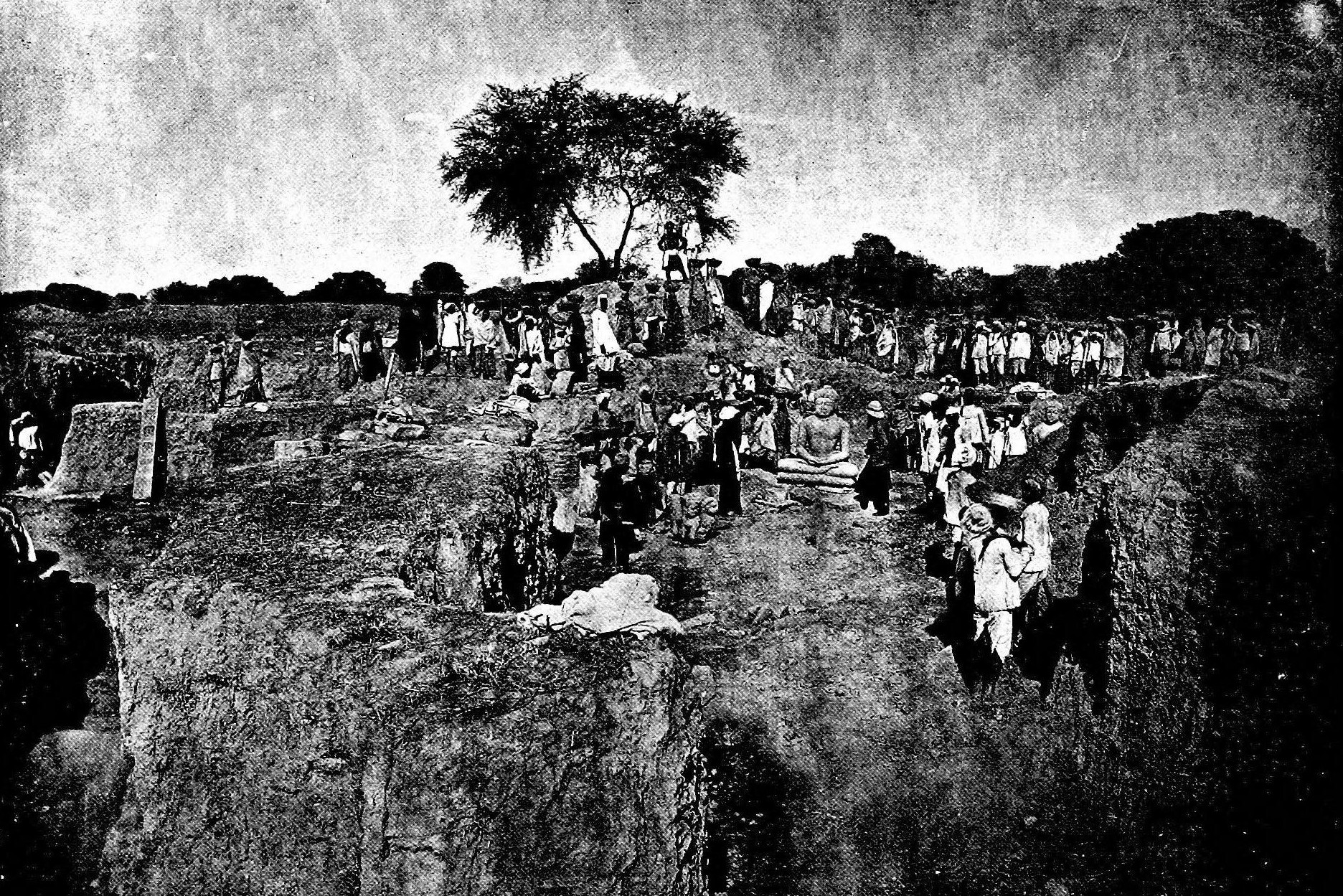
Photo der Ausgrabungen im Januar 1889

Kankali Tila (Sanskrit, tila, Hügel) ist ein Hügel im indischen Bundesstaat Uttar Pradesh und liegt südwestlich von Mathura zwischen Agra und Goverdhan. Der Name des Hügels ist abgeleitet von einem modernen Tempel, einem ärmlichen Schrein, der dominiert wird von einer altertümlichen, geschnitzten Säule, die als Hindu-Göttin Kankali fungiert.
Der Hügel hat beinahe eine rechteckige Form, ist 152,4 m lang und 106,7 m breit.
Kankali Tila  brachte viele Schätze der Mathura-Kunst hervor. An diesem Ort standen einst buddhistische, jainistische und brahmanistische Monumente. Archäologische Ausgrabungen enthüllten unzählige Skulpturen sowie Steinplatten (Ayagapattas), Pfeiler, Querbalken und Türstürze. Allein durch die Ausgrabungen in den Jahren 1889–1896 können mehr als 1100 Funde notiert werden.
Es ist zwar keine Architektur mehr erhalten, die Sammlung jedoch bezeugt die Existenz zweier Jaina-Tempel, die des Digambara- und des Shvetambara-Tempels sowie des Vodva-Stupas, an der Stelle von Kankali Tila. Einige der mit Inschriften versehenen Objekte sind hochgeschätzte Dokumente, die über die zeitgenössische Gesellschaft und teilweise über die Organisation der Jaina-Gemeinde berichten. Die meisten Skulpturen, die vom 2. Jahrhundert v. Chr. bis zum 12. Jahrhundert n. Chr. datiert werden können, sind jetzt in Lakhnau im Museum untergebracht. Die Fundstücke von Kankali Tila wurde im 19. Jahrhundert nicht vollständig registriert, weshalb die Herkunft nur für einen Teil gesichert ist.

## Ausgrabungen für archäologische Zwecke
Im März 1871 führte Alexander Cunningham am westlichen Ende des Hügels Ausgrabungen durch, die sehr erfolgreich waren. Er entdeckte sehr alte und wertvolle Inschriften der indo-skythischen Dynastien mit den Kuschana-Königen Kanischka, Huvischka und Vasudeva. Ausgegrabene Fragmente von Pfeilern, Zäunen sowie Backsteinwänden, die dem Jainismus zuzuordnen sind, sind ein Indiz dafür, dass an diesem Ort wichtige Jain Gebäude gestanden haben. Zahlreiche, kolossale und lebensgroße Statuen, sowohl männlich als auch weiblich, wurden mehr oder weniger fragmentarisch entdeckt.
1875 wurden die Archäologen Growse und Harding am nördlichen Teil von Kankali Tila fündig. Zwei kolossale Buddhastatuen, eine Elefantenfigur und fragmentare Statuen, die charakteristische Merkmale des 11. Jahrhunderts aufweisen, können aufgezählt werden.
Am östlichen Ende des Hügels führten in den Jahren 1887 bis 1896 Dr. Burgess und Dr. Führer weitere Ausgrabungen durch. In dieser Phase wurden zwei Tempel, der Digambara- und der Shvetambara-Tempel, und ein Jain-Stupa (Vodva-Stupa) entdeckt. Inschriften belegen, dass einer der Tempel vor 150 v. Chr. und der andere später, etwa um den Beginn unserer Zeitrechnung, entstanden. Hauptforschungen wurden 1888–89, 1889–90 und 1890–91 getätigt.

## Jainistische Funde

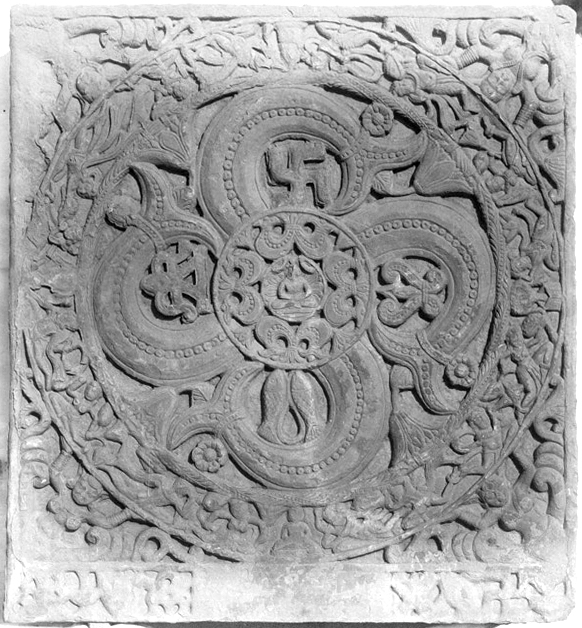
Dhanamitra Ayagapata, ca. 20 v. Chr. aus rotem Sandstein

Zehn Statuen verschiedener Shvetambara-Jinas der indo-skythischen Dynastien wurden ausgegraben. Des Weiteren fand man Fragmente von Skulpturen aus der Huvishka-Zeit, die einen Teil eines prächtigen Shvetambara-Jaina-Tempel formen sowie einen kolossalen Pfeiler, der eine lebensgroße, tanzende Frau zeigt. Außerdem entdeckten Archäologen eine Statue des Mahavira, die von den restlichen 23 Tirthankaras umgeben wird. Zwei kolossale Statuen der Jaina Padmaprabhanatha können mit 1036 und 1134 datiert werden.
Eine Figur des Vardhamana, der letzte der 24 Tirthankaras, sowie ein Bildnis der 24 Tirthankaras, wurden 1881–82 gefunden.
Eine Sandsteinfigur aus dem 1. Jhd. n. Chr. stellt womöglich die Gottheit Vishnu dar. Ihr lockiges Haar ähnelt dem der Tirthankarafiguren sehr stark.
Ayagapattas
Die Jainas legten großen Wert auf die Verehrung von Symbolen. Beispielsweise der Lotus, das Chakra oder der Stupa wurden in rechteckige Steinplatten, so genannte Ayagapattas, gemeißelt. In Kankali Tila wurden sehr viele Ayagapattas ausgegraben. Die gefundenen Platten werfen u. a. Licht auf die Geschichte des indischen Alphabets, besonders auf die Brahmi-Schrift, die Grammatik und Redewendungen des Prakrit-Dialekts, auf die Entwicklung der indischen Kunst, auf die politische und soziale Geschichte Nordindiens sowie auf die Geschichte, die Organisation und die Anhänger des Jainismus.

## Buddhistische Funde
Unter den buddhistischen Funden sind sechs Sockel von Buddha-Statuen sowie zehn komplett erhaltene buddhistische Statuen zu verzeichnen, deren Inschriften die Regierungszeiten Huvischkas, Kanischkas und Vasudevas verraten.
Außerdem grub man eine Bodhisattva-Amogha-Siddhartha -Statue aus dem ersten Jahrhundert. n. Chr. und reich skulptierte Türpfosten von einem buddhistischen Tempel aus.
Fünf große Pfeiler eines Zauns sind geradezu perfekt erhalten. Ein sechster Pfeiler dieses Stils und dieser Größe befindet sich heute im Indian Museum in Kolkata. In jeden Pfeiler ist eine nackte weibliche Figur eingemeißelt, etwa halb lebensgroß, stehend auf einem knienden Wesen.